# Волфганг фон Клозен
Волфганг фон Клозен (на немски: Wolfgang von Closen; * 1503 в дворец Хайденбург при Айденбах в Долна Бавария; † 7 август 1561 в Пасау) е 59. епископ на Пасау (1555 – 1561).

## Живот
Той е благородник от влиятелния стар долно баварски род фон Клозен. Той е син на Мюнхенския дворцов маршал Албан фон Клозен и съпругата му Анна фон Фраунберг.
Волфганг фон Клозен е от 1552 г. катедрален декан в Регенсбург, на 20 декември 1555 г. на 52 години е избран за епископ на Пасау. Помазан е на 12 юни 1556 г. Той започва службата си на 11 октомври 1556 г. Той е погребан в катедралата на Пасау, но гробът му не съществува вече.